# Jelizaveta Kozjevnikova

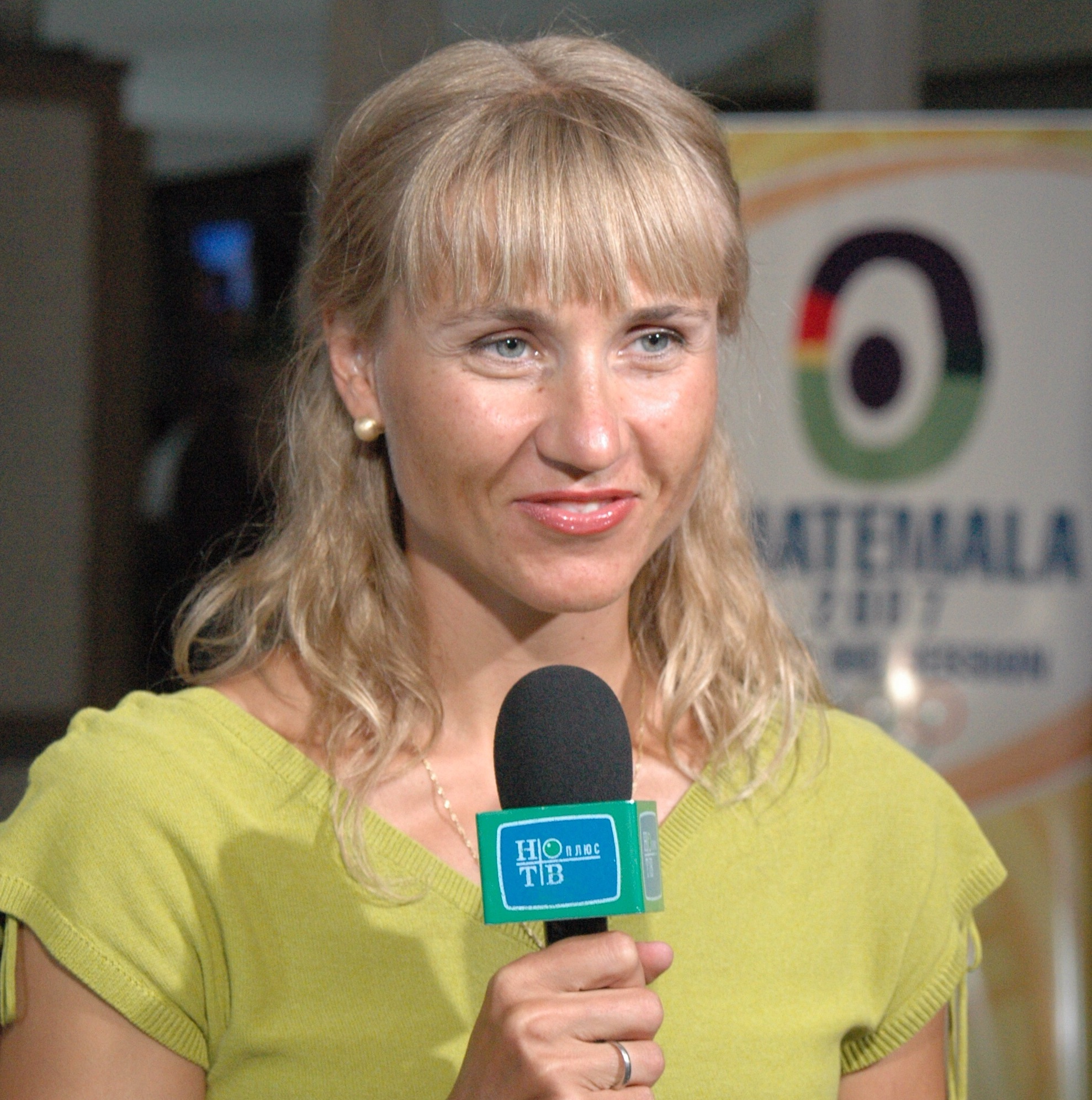
Jelizaveta Kozjevnikova

Jelizaveta Aleksandrovna Kozjevnikova (ryska: Елизавета Александровна Кожевникова), född den 27 december 1973 i Moskva, Ryssland, är en rysk freestyleåkare.
Hon tog OS-silver i damernas puckelpist i samband med de olympiska freestyletävlingarna 1992 i Albertville.
Därefter tog hon OS-brons i damernas puckelpist i samband med de olympiska freestyletävlingarna 1994 i Lillehammer.